# Spear-Gletscher
Der Spear-Gletscher ist ein Gletscher an der Orville-Küste des westantarktischen Ellsworthlands. Er fließt zwischen den Hauberg Mountains und den Peterson Hills zum Filchner-Ronne-Schelfeis.
Der United States Geological Survey kartierte ihn anhand eigener Vermessungen und mithilfe von Luftaufnahmen der United States Navy zwischen 1961 und 1967. Das Advisory Committee on Antarctic Names benannte den Gletscher 1968 nach Milton B. Spear (1937–1998), Bauelektriker auf der Eights-Station im Jahr 1965.